# Estilo château

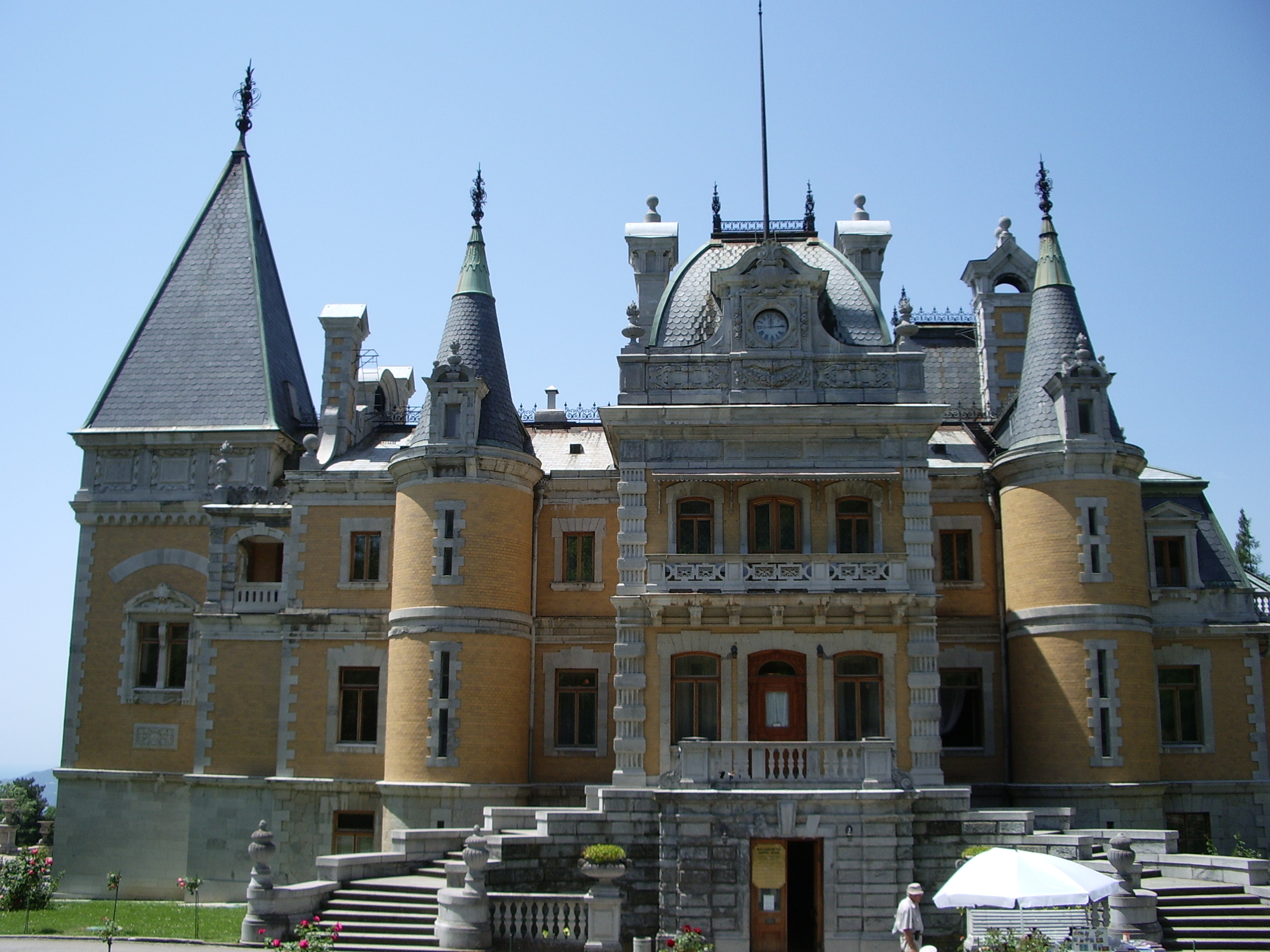
Palácio de Massandra, Crimeia

Estilo château (em inglês: Châteauesque ou Estilo de Francisco I, ou no Canadá, Château Style) é um estilo arquitetônico renascentista baseado na arquitetura renascentista francesa das monumentais casas de campo francesas (châteaux) construídas no Vale do Loire desde o final do século XV até o início do século XVII.
O estilo frequentemente apresenta edifícios incongruentemente ornamentados pelas elaboradas torres, pináculos e telhados abruptos dos castelos do século XVI, eles próprios influenciados pela arquitetura renascentista gótica e italiana. Apesar de sua ornamentação francesa, como um estilo de renascimento, os edifícios no estilo château não tentam imitar completamente um château francês. Edifícios Châteauesque são normalmente construídos em um plano assimétrico com uma linha de telhado quebrada em vários lugares e uma fachada composta de planos de avanço e retrocesso.

## História
O estilo foi popularizado nos Estados Unidos por Richard Morris Hunt. Hunt, o primeiro arquiteto americano a estudar na École des Beaux-Arts em Paris, residências planejadas, incluindo aquelas para a família Vanderbilt, durante as décadas de 1870, 1880 e 1890. Um estilo relativamente raro nos Estados Unidos, sua presença concentrou-se no Nordeste, embora exemplos isolados possam ser encontrados em quase todas as partes do país. Foi empregado principalmente para residências dos extremamente ricos, embora fosse usado ocasionalmente para edifícios públicos.
O primeiro edifício neste estilo no Canadá foi o 1887 Quebec City Armory. Muitos dos grandes hotéis ferroviários do Canadá foram construídos no estilo Châteauesque, com outros edifícios principalmente públicos ou residenciais. O estilo pode estar associado à arquitetura canadense, porque esses grandes hotéis são marcos importantes nas principais cidades do país e em certos parques nacionais.
Na Hungria, Arthur Meinig construiu numerosas casas de campo ao estilo do Vale do Loire, sendo o mais antigo o Castelo Andrássy em Tiszadob, 1885–1890, e o mais grandioso o Castelo Károlyi em Nagykároly (Carei), 1893–1895.
O estilo começou a desvanecer-se após a virada do século XX e esteve praticamente ausente das novas construções nos anos 1930.

## Exemplos na Europa

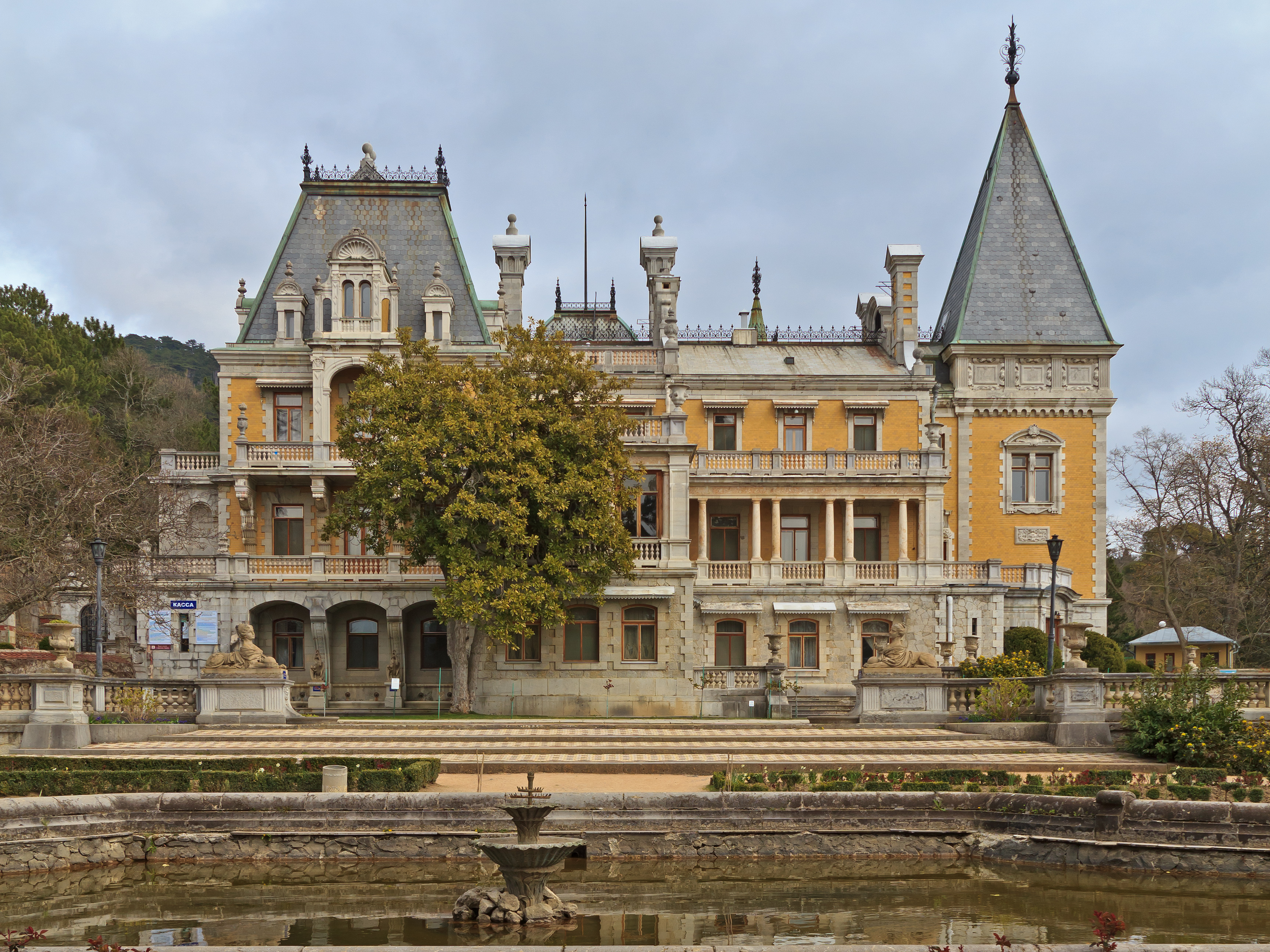
Palácio de Massandra, Yalta (1889)
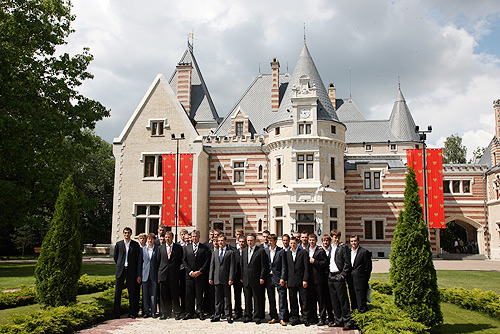
Meyendorff perto de Moscou (1874–1885)
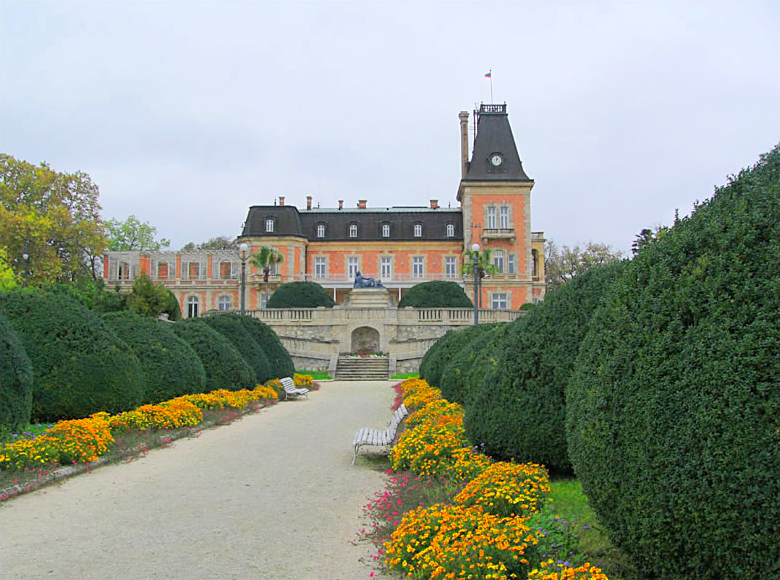
Euxinograd, Varna, Bulgária

### Reino Unido

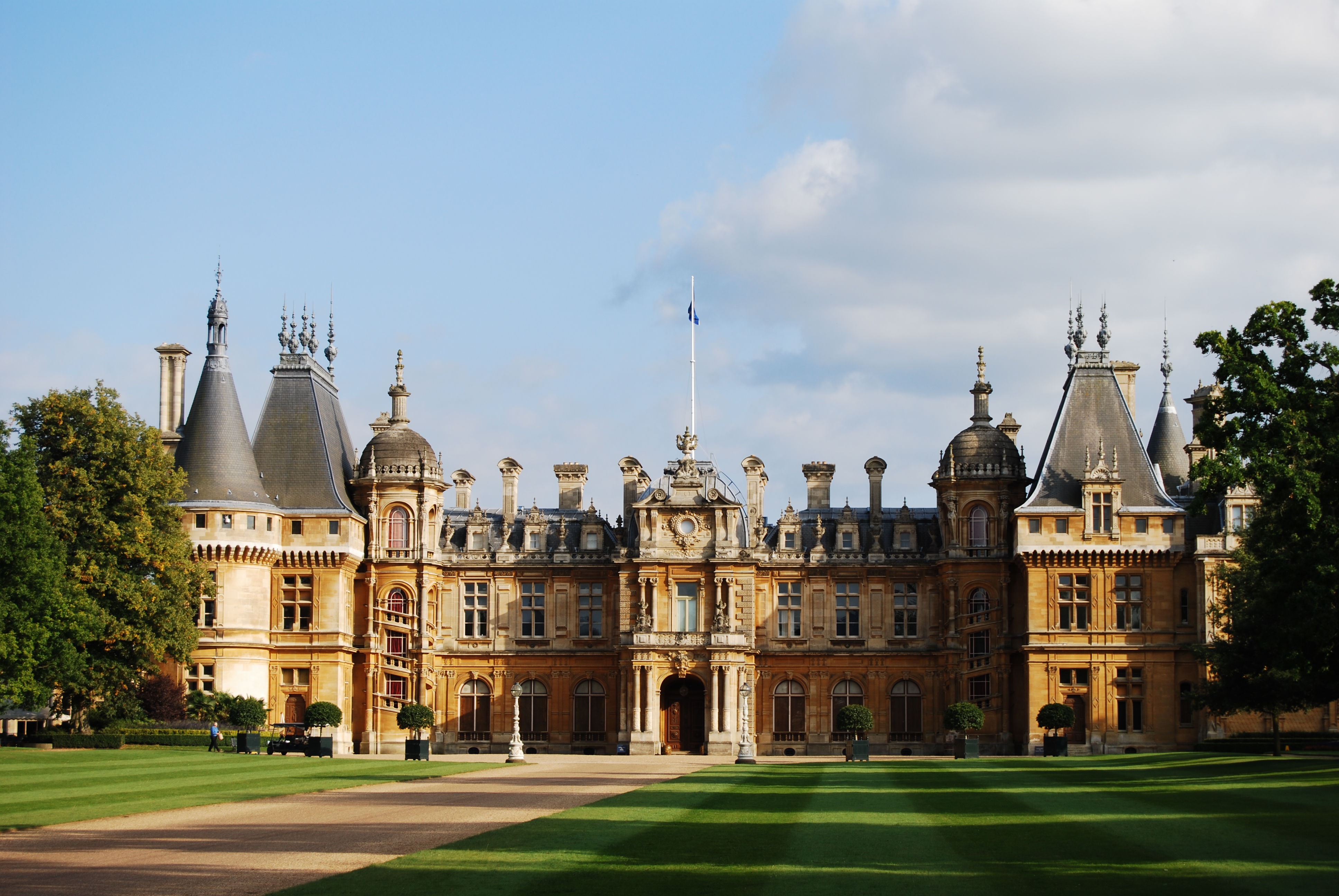
Waddesdon Manor, Buckinghamshire, Inglaterra (1874–1889)
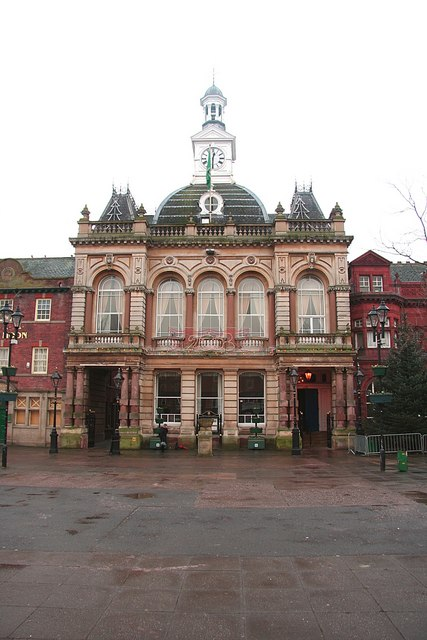
Prefeitura de Retford por Bellamy and Hardy(1866–8)
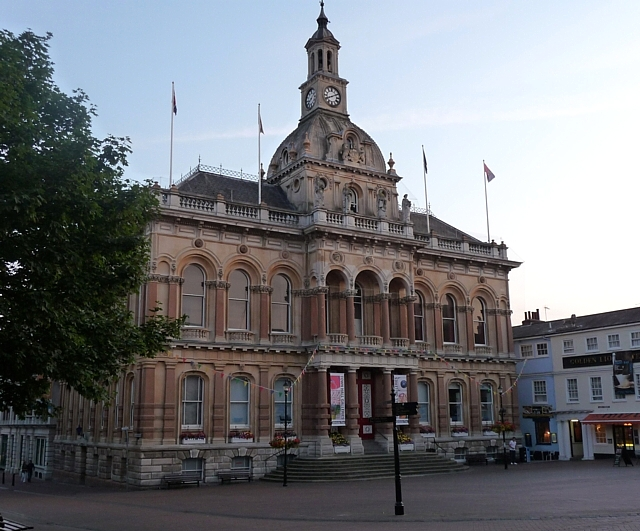
Antiga prefeitura, Ipswich por Bellamy and Hardy (1867)

## Exemplos nos Estados Unidos

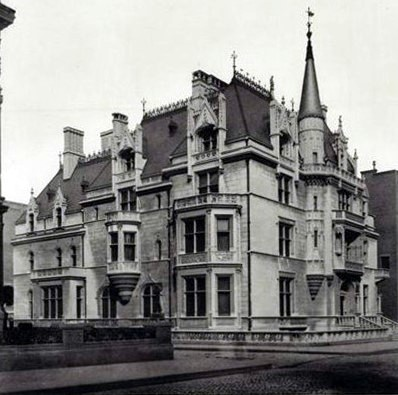
Residência de William K. Vanderbilt, Petit Chateau, 1878–82, Manhattan, por Richard Morris Hunt.
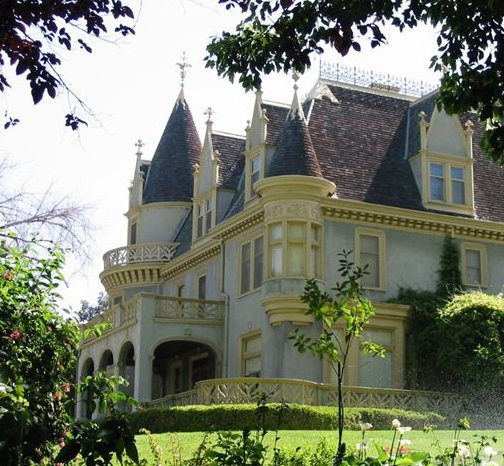
Kimberly Crest, Redlands, Califórnia, 1897
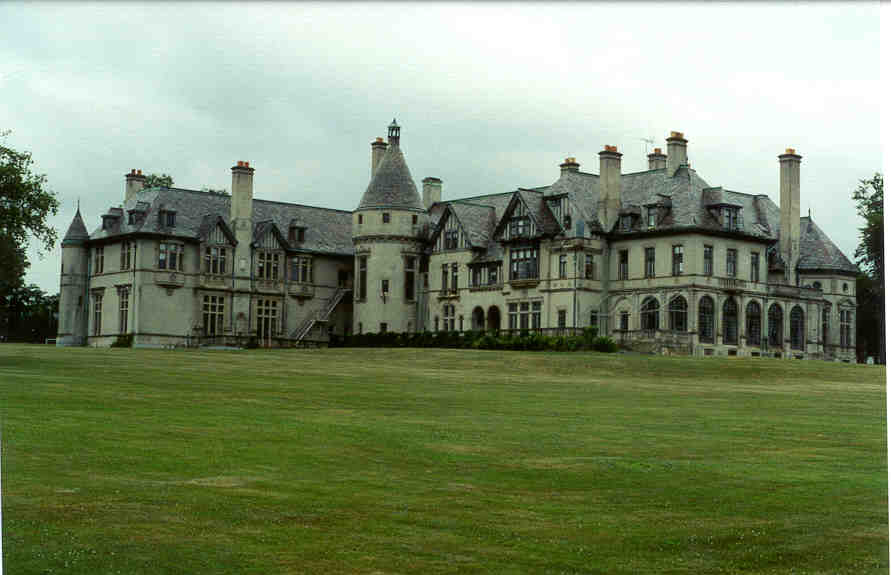
Carey Mansion, Newport, Rhode Island
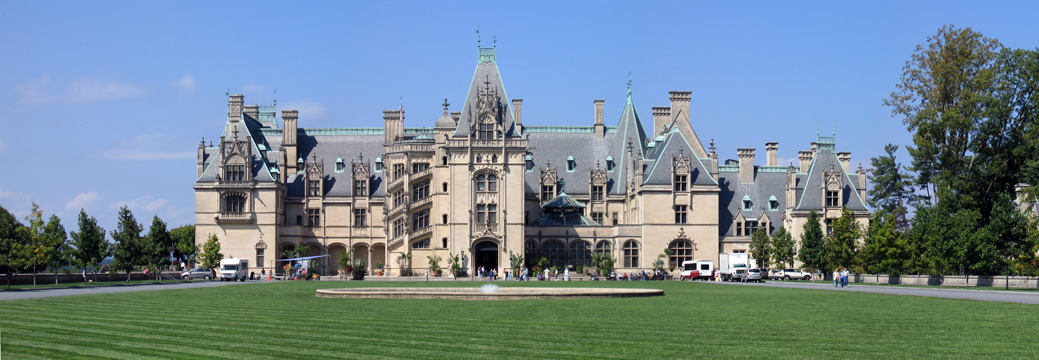
Biltmore Estate, 1890–95, Asheville, North Carolina, Richard Morris Hunt
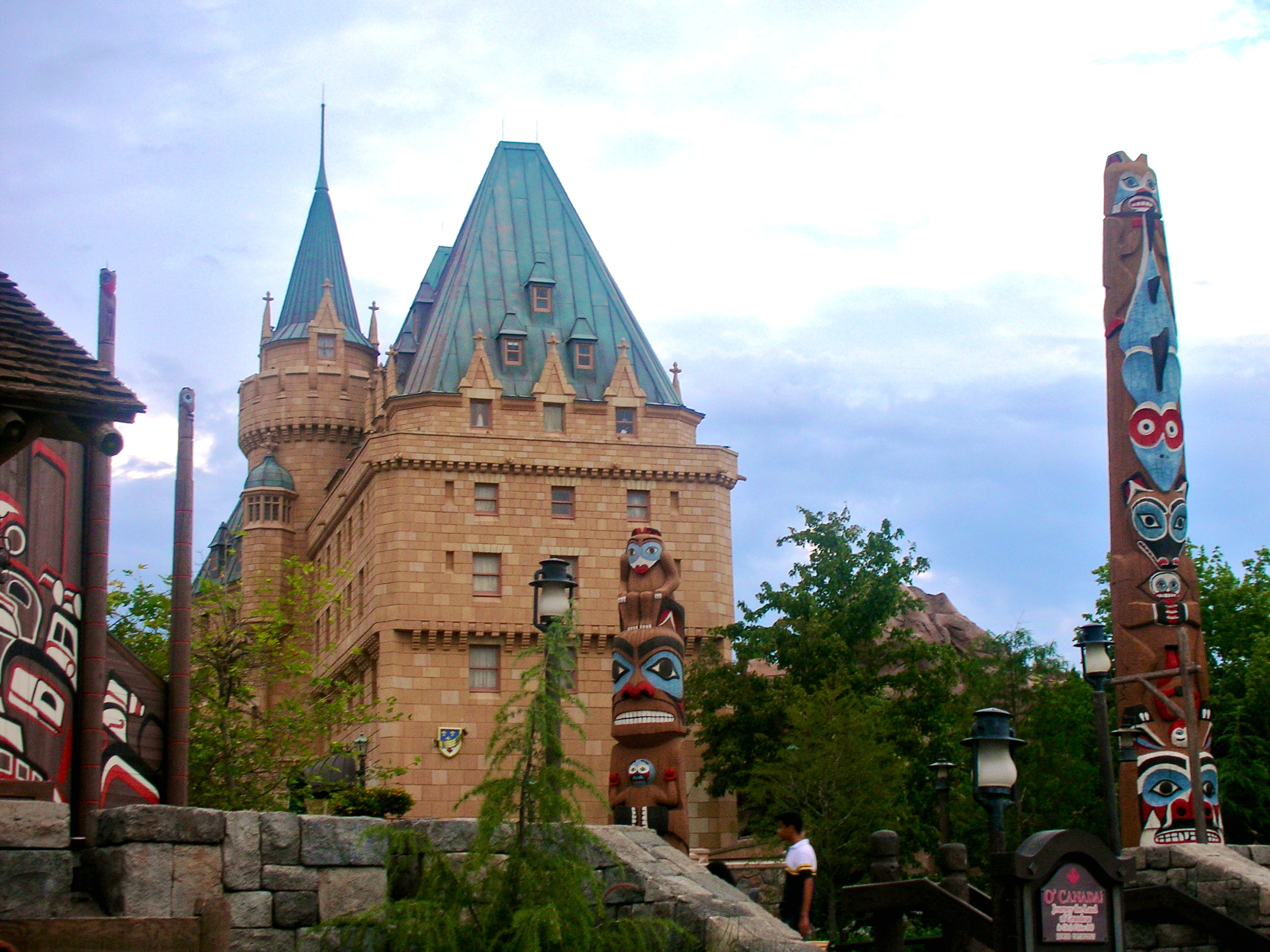
Hotel du Canada, Orlando, Florida, 1982

## Exemplos no Canadá
Muitos dos edifícios de estilo Châteauesque no Canadá foram construídos para a cadeia CP Hotels da Canadian Pacific Railway, agora parte do império Fairmont Hotels and Resorts.

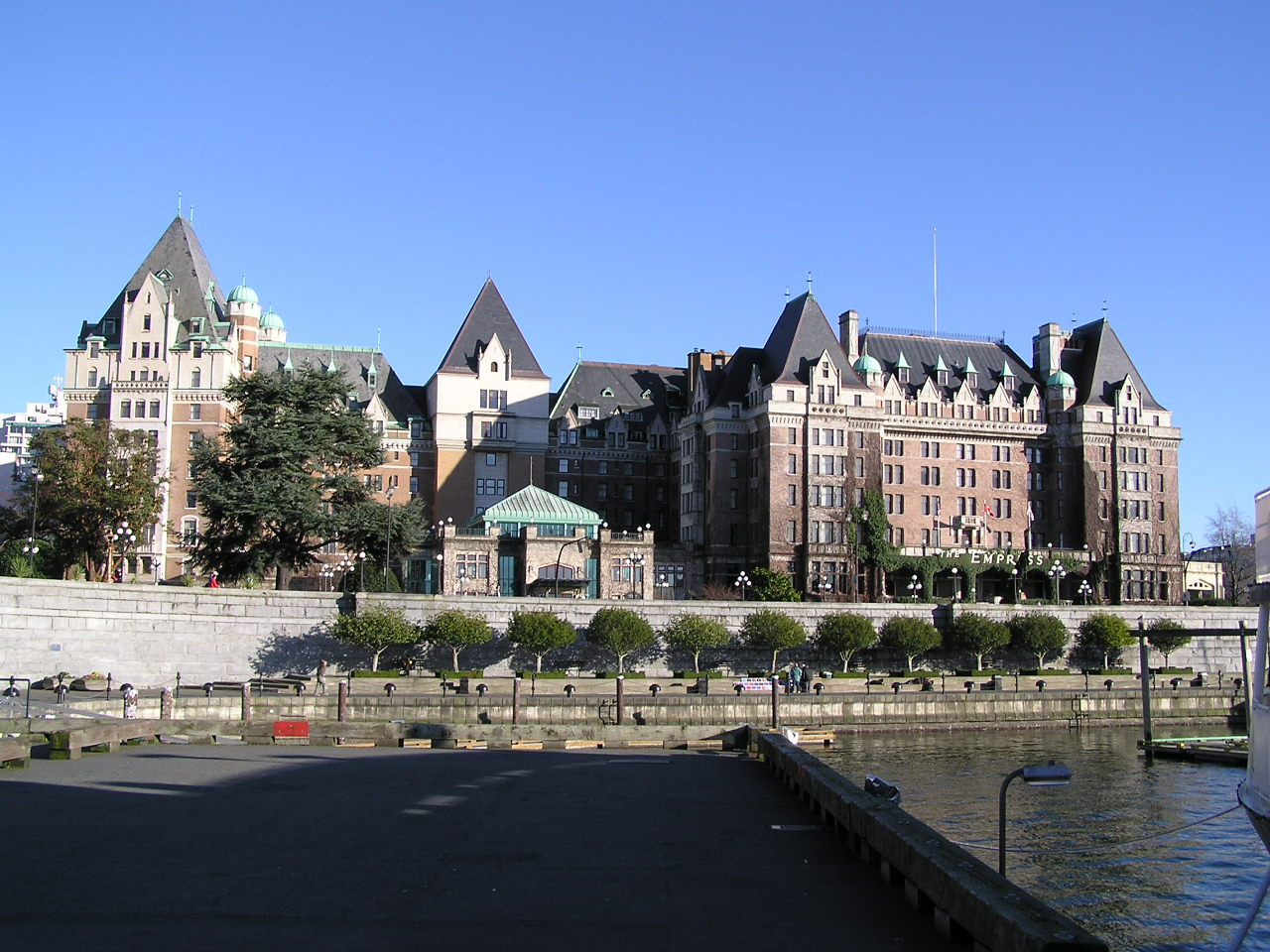
The Empress, Victoria, British Columbia, 1904–1908
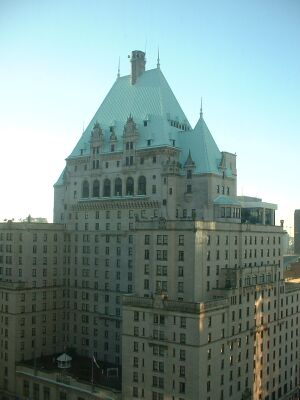
Hotel Vancouver, Vancouver, Colúmbia Britânica, 1939
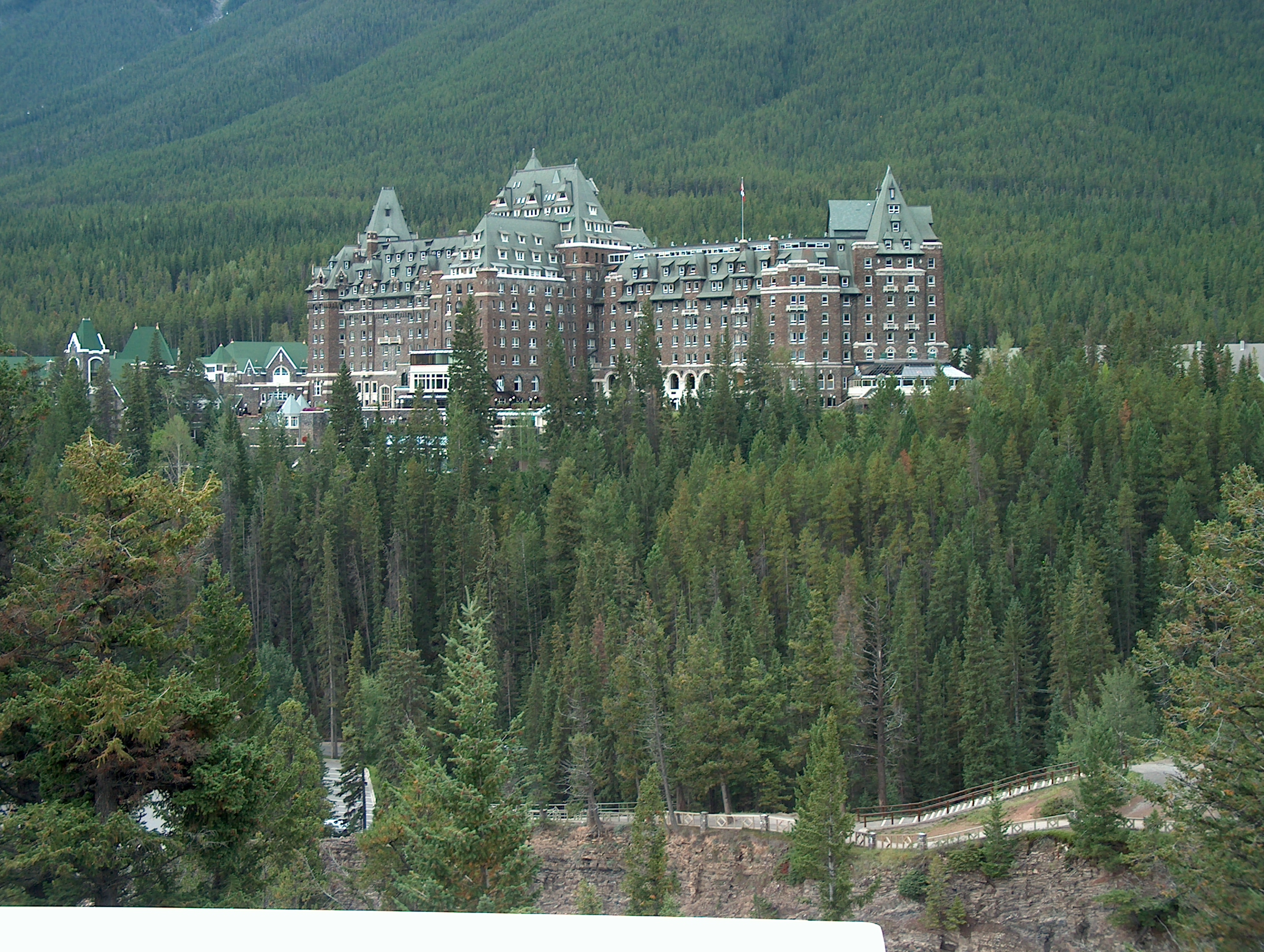
Banff Springs Hotel, Banff, Alberta, 1887–1888
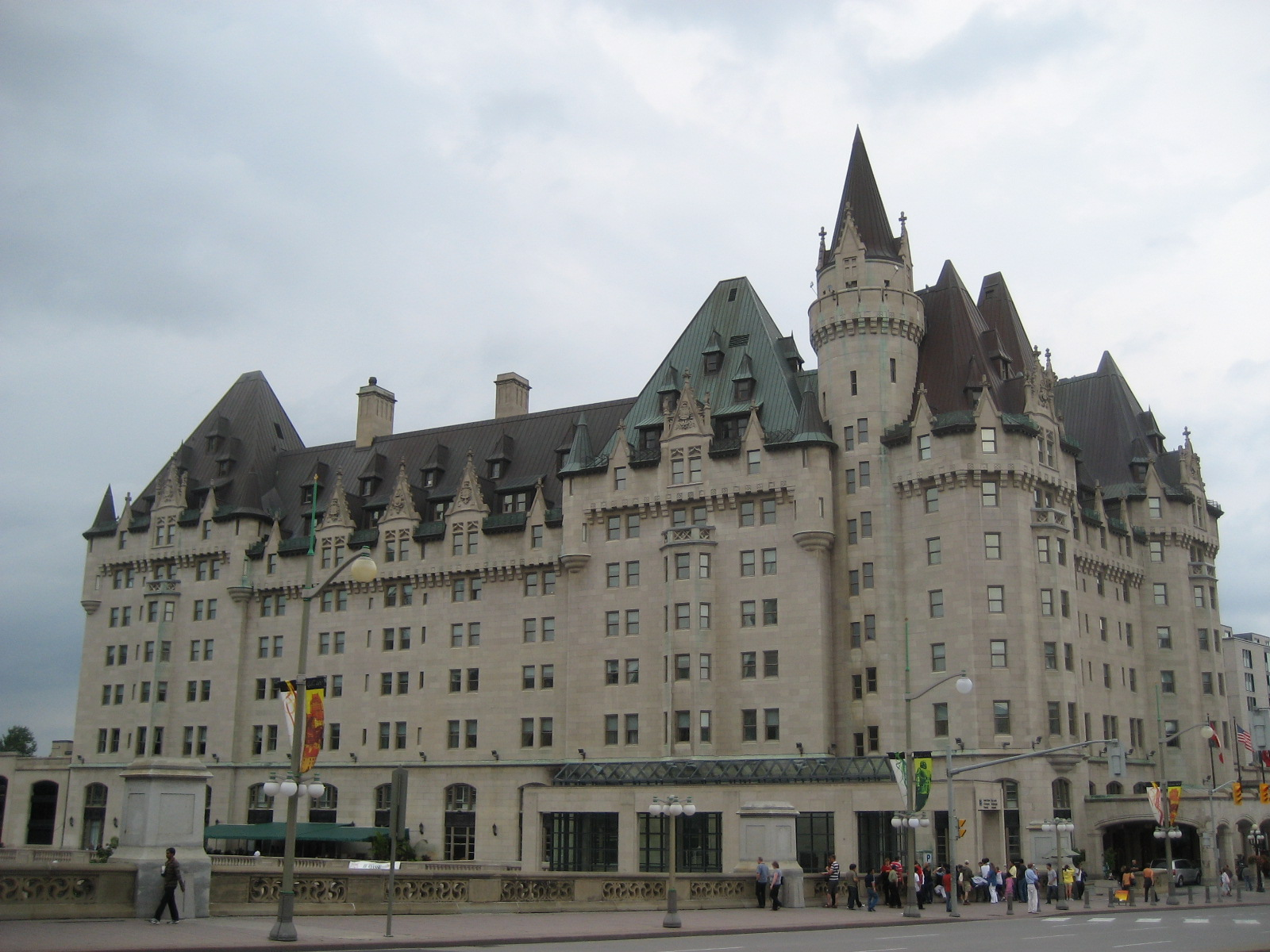
Fairmont Chateau Laurier, Ottawa, Ontário, 1909–1913
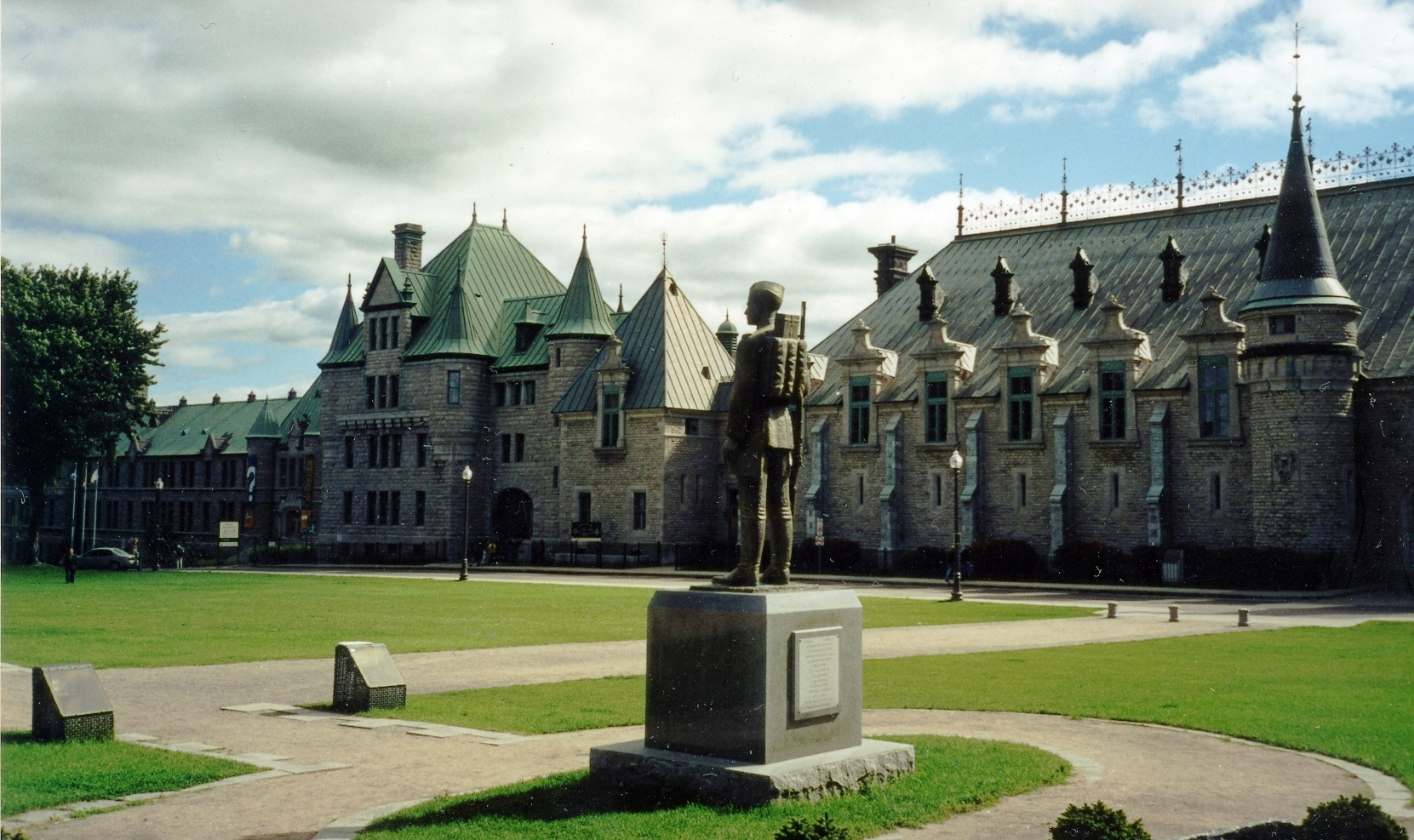
Quebec City Armoury, Quebec City, 1885–1889
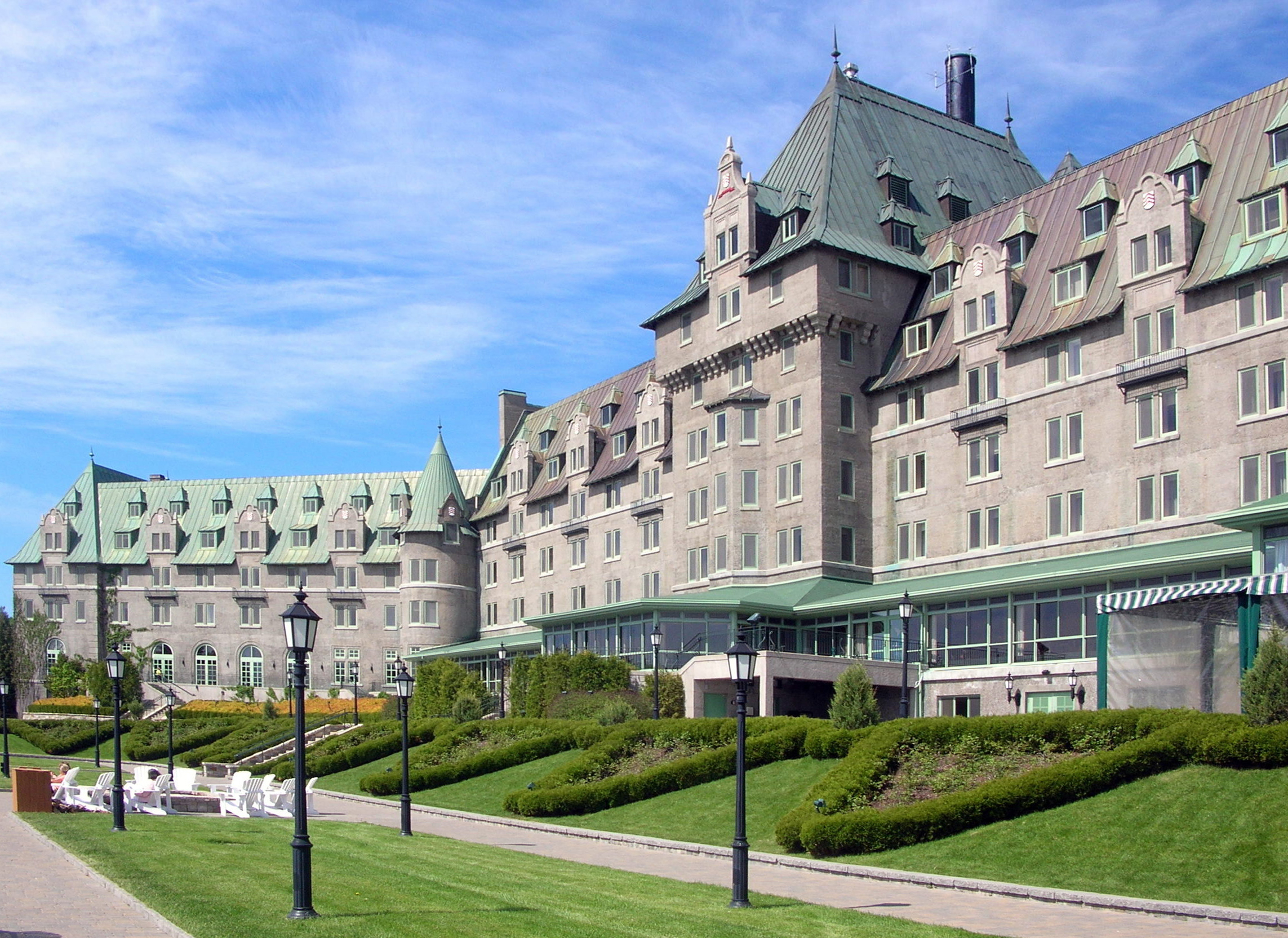
Hôtel Fairmont Le Manoir Richelieu, La Malbaie, Quebec, 1899
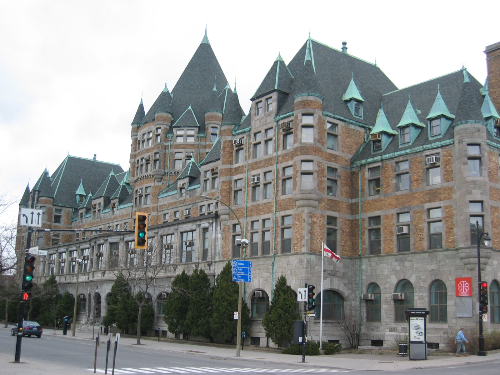
Place Viger, Montreal, Quebec, 1898
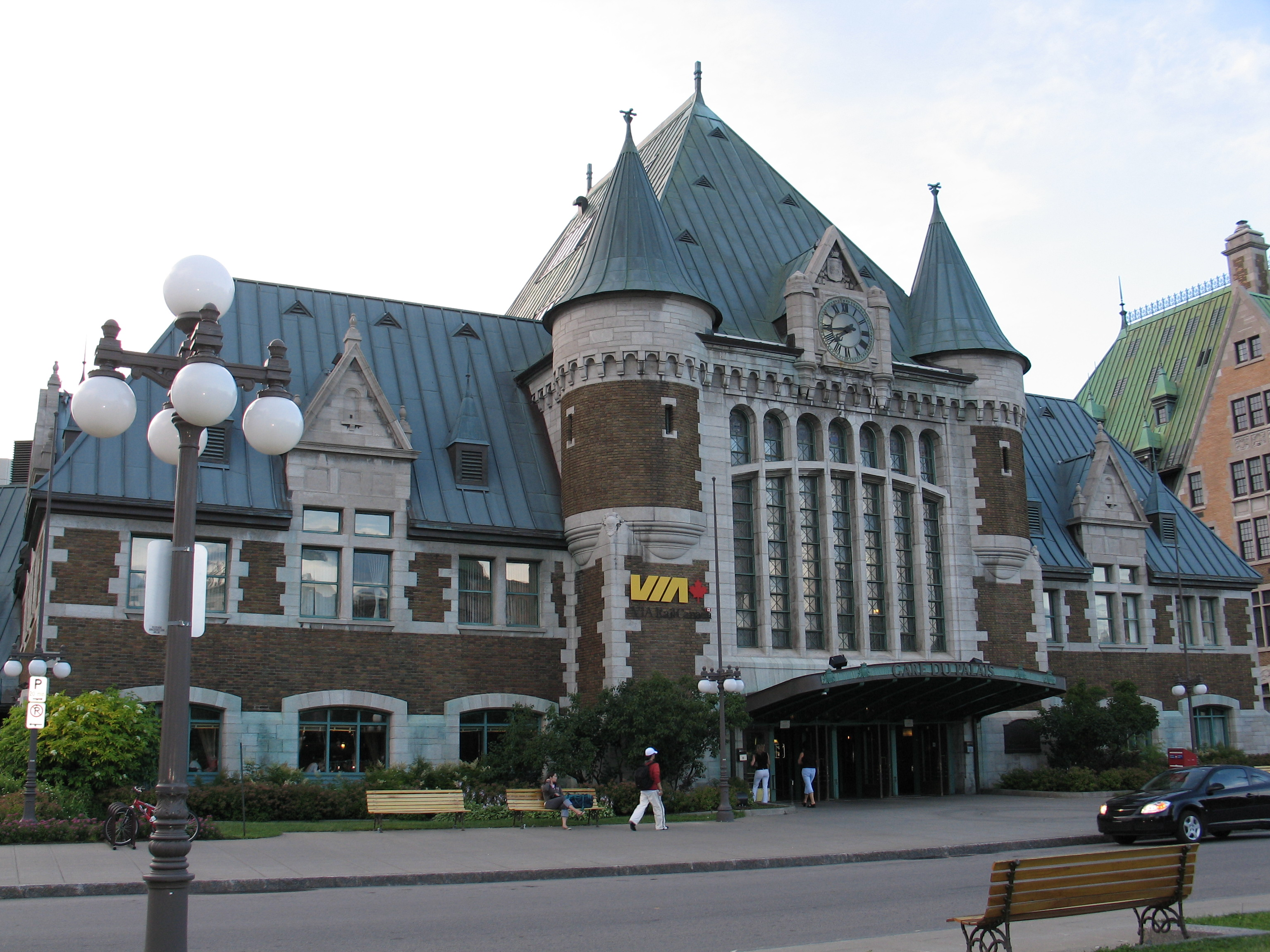
Gare du Palais, Quebec, 1915
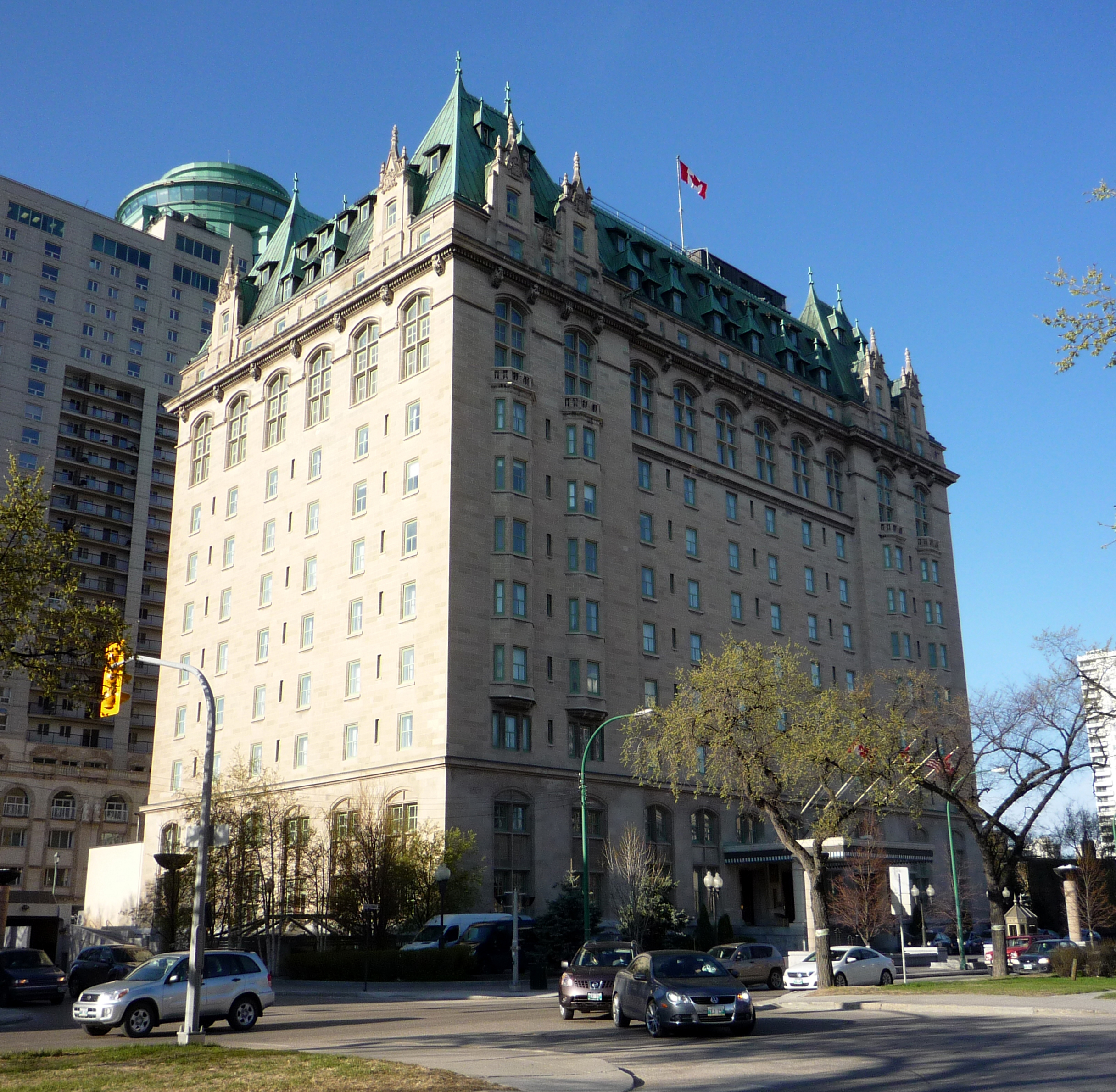
Fort Garry Hotel, Winnipeg, Manitoba, 1913
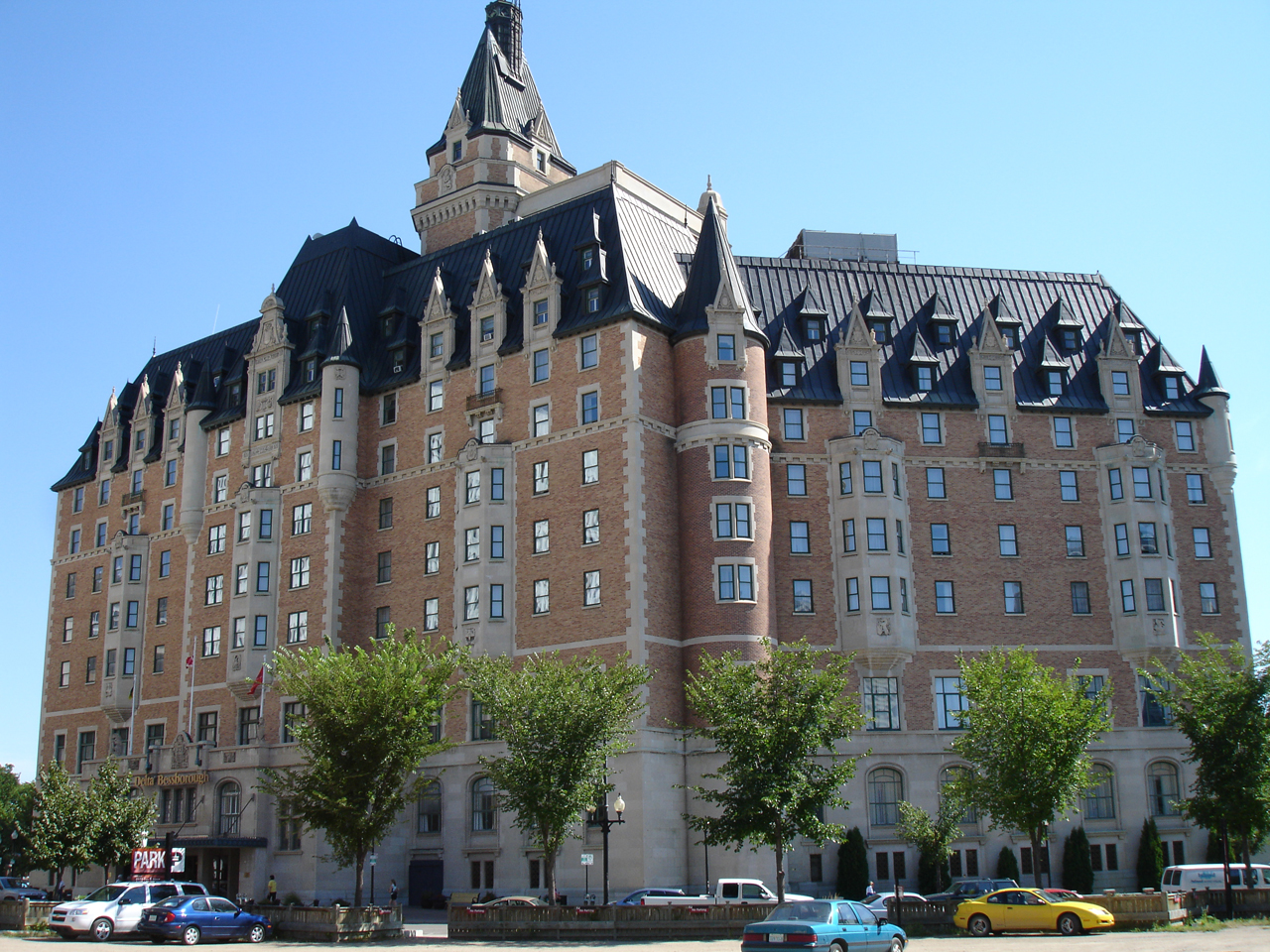
Delta Bessborough, Saskatoon, Saskatchewan, 1928–1932